# Waimes
Waimes (/wɛm/, en allemand : Weismes, en wallon : Waime) est une commune francophone à facilités de Belgique située en Région wallonne à l'est de la province de Liège.
Majoritairement francophone, la commune offre des facilités linguistiques à ses habitants germanophones. Elle fait partie des cantons de l'Est qui ont été rattachés à la Belgique en 1919 à la suite du traité de Versailles.
Waimes est la commune francophone de Belgique située la plus à l'est et la commune la plus haute de Belgique (Signal de Botrange : 694 m d'altitude).

## Géographie

### Géographie de la commune
La rivière la Warche et son affluent, la Warchenne, drainent la commune. La Warchenne prend sa source à Faymonville au lieu-dit « drî lak », traverse le village de Waimes et se jette dans la Warche à Malmedy. La Warche alimente à Robertville un lac de barrage qui délivre de l'eau potable et de l'électricité. La commune est également parcourue au sud par l'Amblève. Au nord, la Rour (ou Rur en allemand et Roer en néerlandais) prend sa source sur le plateau des Hautes Fagnes pour se jeter dans la Meuse à Ruremonde (en néerlandais : Roermond) aux Pays-Bas.
Le signal de Botrange, qui culmine à 694 mètres est le point de le plus élevé de la commune, du plateau des Ardennes, de la Région wallonne et de Belgique.

### Sections de commune
| # | Nom         | Superf. (km²) | Habitants (2020) | Habitants par km² | Code INS |
| - | ----------- | ------------- | ---------------- | ----------------- | -------- |
| 1 | Waimes      | 35,96         | 3.823            | 106               | 63080A   |
| 2 | Robertville | 53,08         | 2.632            | 50                | 63080B   |
| 3 | Faymonville | 8,50          | 923              | 109               | 63080C   |

### Villages et hameaux
Faymonville, Robertville, Outrewarche, Sourbrodt, Ovifat, Walk, Bruyère, Champagne, Gueuzaine, Libomont, Steinbach, Remonval, Thirimont, Ondenval.

### Communes limitrophes
|         | Jalhay - Baelen - Eupen |                      |
| Malmedy | Waimes                  | Allemagne Bütgenbach |
|         | Malmedy - Amblève       |                      |

## Démographie

### Démographie: Avant la fusion des communes
- Source: DGS recensements population

### Démographie: Commune fusionnée
En tenant compte des anciennes communes entraînées dans la fusion de communes de 1977, on peut dresser l'évolution suivante :
Les chiffres des années 1831 à 1970 tiennent compte des chiffres des anciennes communes fusionnées.
- Source: DGS , de 1831 à 1981=recensements population; à partir de 1990 = nombre d'habitants chaque 1 janvier[1]

## Héraldique
|  | La commune possède des armoiries qui ne semblent pas lui avoir été officiellement octroyées. Ce sont celles de l'état et du château de Reinhardstein qui font partie de la commune. Le sceau du village daté du XVIIIe siècle montre le saint patron local, Saint Saturnin. Les armoiries sont parfois montrées avec les attributs du saint en arrière plan. Blasonnement : Burelé d'argent et de sable de 10 pièces. Source du blasonnement : Heraldy of the World, Armorial des communes de la province de Liège. |

## Politique et administration

### Collège et conseil communal 2024-2030
| Collège communal  |                         |                 |
| ----------------- | ----------------------- | --------------- |
| Bourgmestre       | Eugène Wansart          | Volonté commune |
| 1er Échevine      | Cindy Gazon             | Volonté commune |
| 2e Échevin        | Sean Noël               | Volonté commune |
| 3e Échevin        | Olivier Defêchereux     | Volonté commune |
| 4e Échevine       | Vinciane Sonnet-Servais | Volonté commune |
| Président du CPAS | Stany Noël              | Volonté commune |

## Patrimoine et culture

### Patrimoine architectural
Le château de Reinhardstein qui surplombe la rivière est le plus élevé en altitude de Belgique.

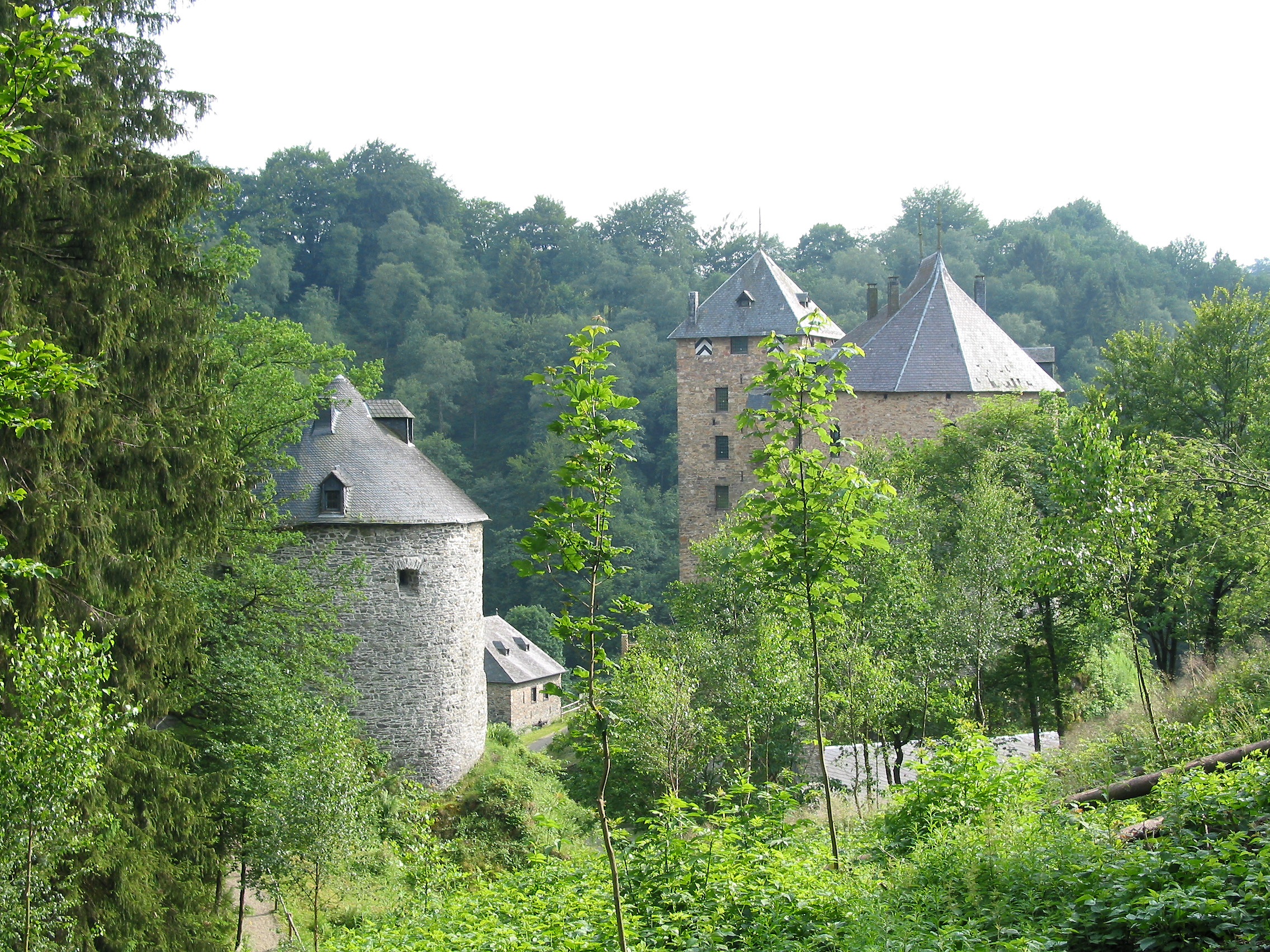
Le château de Reinhardstein.

Le rocher de Richelsley, le plus haut rocher de Belgique.

### Culture

#### Films tournés à Waimes
- 2012 : Le Grand'Tour de Jérôme Le Maire sur une idée originale de Vincent Solheid.
- 2009 : Sœur Sourire de Stijn Coninx.
- 2008 : Eldorado de Bouli Lanners.
- 2008 : Anubis en het pad der 7 zonden (nl).

## Personnalités liées
- Jean-Robert Collas (1949-), homme politique belge.